# Antonio Draghi
Antonio Draghi (Rimini, 17 gennaio 1634 – Vienna, 16 gennaio 1700) è stato un compositore e librettista italiano, attivo soprattutto in Austria. Probabile fratello del compositore Giovanni Battista Draghi, negli ultimi decenni del XVII secolo fu a Vienna uno dei più importanti compositori, specializzato nella composizione di opere e oratori.

## Vita

### I primi passi
Le prime notizie biografiche sul suo conto risalgono al 1645, quando all'età di undici anni entrò come cantante soprano nella cappella della Basilica di Sant'Antonio di Padova assieme allo zio Francesco Florido (il quale fu ingaggiato come organista e suonatore di strumenti ad arco). Nella stessa cappella Draghi fu spostato alla posizione di contralto nell'agosto del 1648 e di basso dall'ottobre 1649 al dicembre 1651. L'anno successivo fu a Ferrara presso l'Accademia della Morte sempre come cantante; la collaborazione con quest'istituzione ferrarese terminò nell'ottobre 1657. In questo periodo fu occupato anche altrove, come ad esempio a Venezia durante il carnevale del 1657, quando cantò nell'opera Le fortune di Rodope e di Damira di Pietro Andrea Ziani.

### La carriera alla corte imperiale
Nel 1658 ebbe inizio la sua lunga carriera alla corte imperiale di Vienna. Dapprima fu impiegato come cantante basso, poi iniziò l'attività di librettista: il suo primo libretto fu L'Almonte che venne musicato da Giuseppe Tricarico e messo in scena il 9 giugno 1661 a Vienna.
Continuò a scrivere libretti d'opera per alcuni anni, per compositori come Antonio Bertali e P. A. Ziani. Debuttò come operista nel 1666 con La Mascherata a Vienna.
Nel 1667 ebbe la prima assoluta viennese Vero amore fа soave ogni fatica, nel 1668 Achille riconosciuto, Gl'amori di Cefalo e Procri, Il Ciro vendicatore di se stesso nel Hofburg di Vienna, Comedia ridicula, Giuditta e La vedova generosa e nel 1669 Achille in Sciro ed Atalanta con il libretto di Nicolò Minato, Chi più sa manco l'intende al Hofburg, L'humanitа redenta ed Il Perseo.
Con il passare degli anni egli avanzava gradualmente verso le più alte cariche musicali della corte asburgica: nel 1668 l'imperatrice Eleonora lo nominò vice Kapellmeister e nel 1669 Kapellmeister della corte dell'imperatrice, succedendo a Giuseppe Tricarico.
Nel 1670 Iphide Greca, Leonida in Tegea e Le risa di Democrito con il libretto di Minato e Li sette dolori di Maria Vergine il 3 aprile ebbero la prima assoluta a Vienna.
Il 18 novembre 1670 fu rappresentato per la prima volta a Vienna Penelope, dramma per musica in tre atti da lui composto su libretto di Minato.
Nel 1671 L'aviditа di Mida, Cidippe, Epitafiii sopra il sepolcro di Christo il 26 marzo, La gara dei genij e La prosperitа di Elio Sejano con il libretto di Minato vanno in scena al Hofburg a Vienna, nel 1672 Gl'atomi d'Epicuro e Gundeberga con il libretto di Minato, il 14 aprile Il limbo aperto e Sulpitia, nel 1673 Batto convertito in sasso, Il gior della speranza, Provare per non recitare e La Tessalonica con il libretto di Minato a Vienna, al Hofburg, Gl'incantesimi disciolti con il libretto di Minato ed il 30 marzo La pietа contrastata, nel 1674 La caduta di Salomone, Il cuore appassionato, Il fuoco eterno custodito dalle Vestali, La lanterna di Diogene, La nascitа di Minerva, Il ratto delle Sabine, Le stagioni ossequiose ed Il trionfatore de' centauri con il libretto di Minato ed il 6 marzo La potenza della croce a Vienna, nel 1675 La corona di spine, I pazzi Abderiti, Turia Lucrezia, Zaleuco (Seleuco) e Li sogni regij con il libretto di Minati a Hofburg, Pirro ed il 5 febbraio Sant'Agata a Vienna e nel 1676 Debora e Jaele a Vienna.
Nel 1680 moriva Johann Heinrich Schmelzer e il 1º gennaio 1682 Draghi gli successe nella posizione di Kapellmeister della corte imperiale. Nel 1690 fu rappresentata a Vienna la sua opera lirica "La Chioma di Berenice", ispirata all'omonimo carme di Catullo.
Mantenne la carica di Kapellmeister della corte imperiale fino alla morte.

## Discografia
- Oratorio di Sant'Agata, direttore Flavio Colusso, Cappella Musicale Theatina, Ensemble Seicentonovecento, CD MR Classics 10097 (2007)